# Gmina Ostrówek (Powiat Lubartowski)
Die Gmina Ostrówek ist eine Landgemeinde im Powiat Lubartowski der Woiwodschaft Lublin in Polen. Ihr Sitz ist das gleichnamige Dorf mit 220 Einwohnern (2010).

## Gliederung
Zur Landgemeinde (gmina wiejska) Ostrówek gehören folgende 15 Ortschaften mit einem Schulzenamt (sołectwo):
Antoniówka
Babczyzna
Cegielnia
Dębica
Dębica-Kolonia
Jeleń
Kamienowola
Leszkowice
Luszawa
Ostrówek
Ostrówek-Kolonia
Tarkawica
Zawada
Żurawiniec
Żurawiniec-Kolonia